# Reichenauer Schulheft

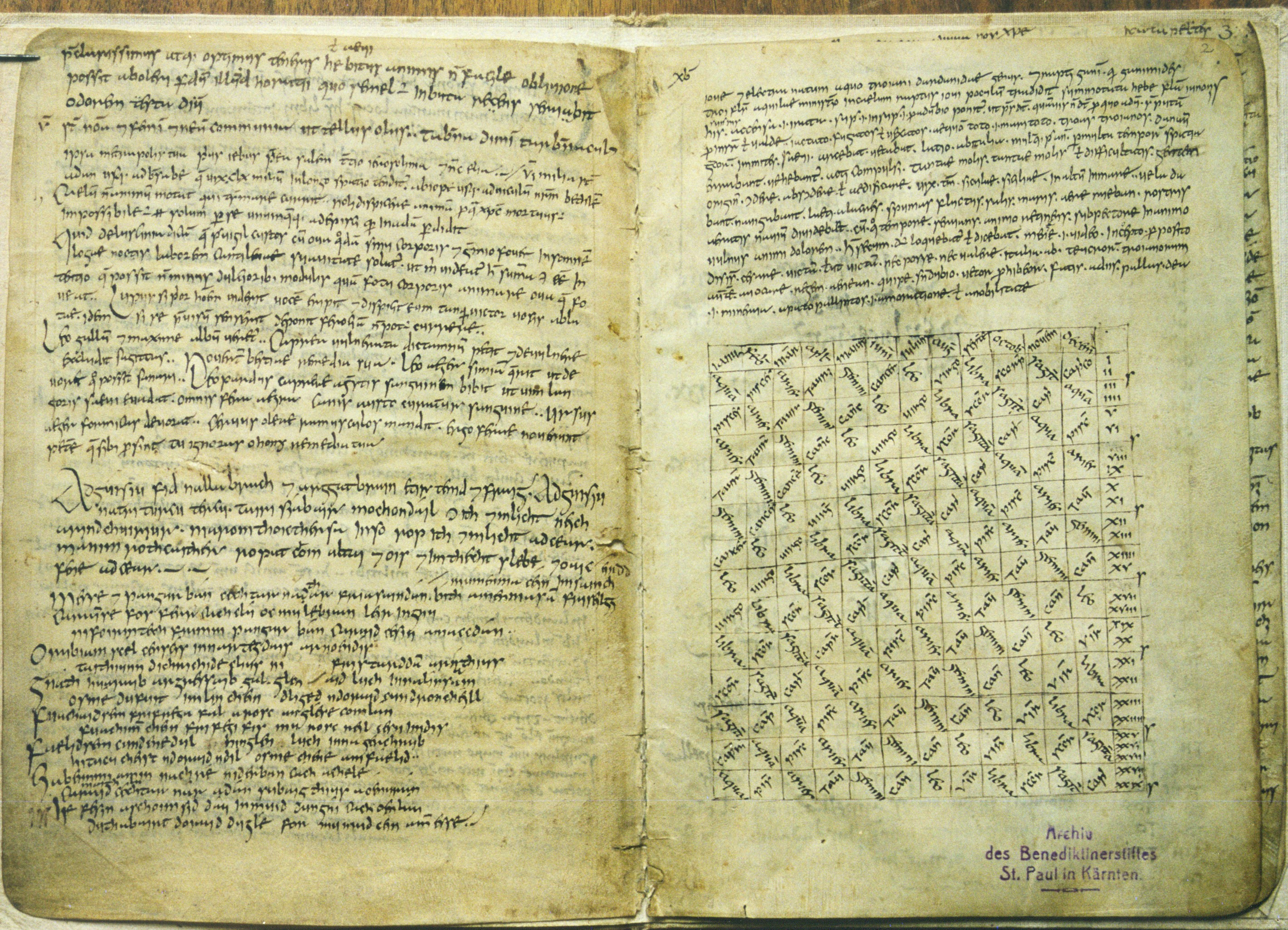
Reichenauer Schulheft, fol 1v/2r: Links unten das Gedicht auf Kater Pangur, rechts die astronomische Tafel

Das Reichenauer Schulheft, manchmal auch bezeichnet als Reichenauer Schülerheft, ist eine Sammelhandschrift des frühen 9. Jahrhunderts, die im Archiv des Kärntner Benediktinerstifts St. Paul im Lavanttal aufbewahrt wird (Signatur: Cod. 86 b/1). Sie enthält Material aus verschiedenen Wissensbereichen wie altgriechische Grammatik, Vergils Aeneis und Astronomie, ist aber vor allem bekannt durch ein altirisches Gedicht über den Klosterkater Pangur.
Das Notizheft (Quinio) bestand ursprünglich aus fünf Pergamentbögen, die in der Mitte geheftet wurden. Das zweite Doppelblatt trennte der Benutzer des Hefts heraus, anscheinend während er den vorderen Heftteil mit seinen Notizen füllte und bevor er den hinteren Heftteil benutzte. So zählt man heute in dem Reichenauer Schulheft acht Blätter (Folia) mit den Abmessungen 22 × 15,5 cm. Sie sind, für irische Manuskripte typisch, an den Ecken abgerundet und in irischer Kursive beschrieben. Während lange angenommen wurde, dass alle Einträge in dem Heft von derselben Person, aber zu verschiedenen Zeiten gemacht wurden, konnte 2024 im Rahmen eines Studienprojektes der Universität Dublin nachgewiesen werden, dass zwei Schreiber beteiligt waren.

## Provenienz
Das Reichenauer Schulheft befand sich im 9. Jahrhundert im Kloster Reichenau und erhielt daher seinen Namen. Ob das Heft dort auch geschrieben wurde oder von einem anderen Ort stammt, ist allerdings unsicher. Das Schulheft zeigt nämlich Ähnlichkeit mit drei Codices, die im 9. Jahrhundert im Westfrankenreich entstanden und sich heute in der Badischen Landesbibliothek Karlsruhe befinden:
- Cod. Aug. perg. 132 Priscian: De arte grammatica;[5]
- Cod. Aug. perg. 167 Sammelhandschrift;[6]
- Cod. Aug. perg. 195 Schriften des Augustinus und weitere Exzerpte.[7] Hier ist das im Reichenauer Schulheft fehlende Doppelblatt eingebunden; es enthält lateinische Hymnen.

Das Schulheft wäre dann wohl im Raum Laon/Soissons mit Einträgen gefüllt und von irischen Wandermönchen noch im gleichen Jahrhundert auf die Reichenau gebracht worden. Nach einem Brand in der Klosterbibliothek von Sankt Blasien 1768 ergänzte der dortige Abt Martin Gerbert die Bestände unter anderem durch Manuskripte von der Reichenau, darunter auch das Schulheft. Nach der Säkularisierung Anfang des 19. Jahrhunderts nahmen Mönche aus Sankt Blasien ihr Archiv ins österreichische Exil mit. So kam das Schulheft schließlich in die Bibliothek der Benediktinerabtei St. Paul im Lavanttal, wo es seit 1809 nachgewiesen ist und von Franz Josef Mone entdeckt wurde.

## Inhalt des Hefts
Auf der ersten Seite des Hefts findet sich eine lateinische Einleitung zur Aeneis, in der Informationen zur Biografie Vergils zusammengestellt wurden, die den Angaben bei Aelius Donatus entsprechen. Ab Folio 1 verso folgen Merksätze aus verschiedenen Wissensgebieten wie lateinische Grammatik, biblische Geographie oder Zoologie. Ein irischer Zauberspruch (Adgúisiu fid nallabrach) schließt sich an, worauf das irische Gedicht über den weißen Kater (Messe ocus Pangur bán) folgt.
Folio 2 recto setzt mit Scholien zur Aeneis ein. Die untere Hälfte der Seite füllt eine astronomische Tafel mit 12 × 13 Feldern, die die Stellung der Tierkreiszeichen (zu Dreiergruppen zusammengefasst) im Verlauf der Monate eines Jahres angibt. Auf der Rückseite des Blattes folgen Notizen aus den Bereichen Logik, Astronomie und griechische Grammatik.
Folio 3 recto bringt griechische Substantive, zunächst in lateinischer Transkription, später in griechischer Schrift, mit der der Schreiber zunehmend vertrauter wurde, und deren lateinische Übersetzung. Für den Schüler sind die griechischen Buchstaben(verbindungen) ο/ω, ε/η/αι, ι/υ, τ/θ und κ/χ jeweils gleichbedeutend, so dass er beispielsweise ταναθος tanathos statt θανατος thanatos schreibt. Auf der Rückseite wird die Deklination griechischer Substantive anhand der Paradigmen κυριος kyrios („Herr“, Maskulinum), ονομα onoma („Name“, Neutrum) und γυνη gyne („Frau“, Femininum) geübt – letzteres ein sehr unglücklich gewähltes Paradigma, denn gyne folgt nicht der a-Deklination, sondern der dritten Deklination, und folglich ist alles falsch.
Mit Folio 4 verso beginnen Exzerpte, unter anderem aus Werken des Rufinus und des Cassiodor, mehrfach nicht nachweisbar. Auf Folio 5 verso findet sich unter anderem ein astronomisches Fragment, von dem es irrigerweise heißt, es stamme aus der Naturgeschichte des Plinius.
Ab Folio 6 recto werden lateinische Hymnen für die Horen des Stundengebets verzeichnet, gefolgt von irischen Gedichten: M’airiuclan hi Tuaim Inbir (Lob des Bethauses von Tuaim Inbir), Is én immo ṅiada sás, Aed oll fri andud nane (Lob des Fürsten von Leinster Aed).

## Gedicht auf Kater Pangur

### Text
Altirisches Original:
“Messe ocus Pangur Bán, · cechtar nathar fria saindan
 bíth a menmasam fri seilgg · mu menma céin im saincheirdd.
 Caraimse fos ferr cach clú · oc mu lebran leir ingnu
 ni foirmtech frimm Pangur Bán · caraid cesin a maccdán.
 Orubiam scél cen scís · innar tegdais ar noendís
 taithiunn dichrichide clius · ni fristarddam arnáthius.
 Gnáth huaraib ar gressaib gal · glenaid luch inna línsam
 os mé dufuit im lín chéin · dliged ndoraid cu ndronchéill.
 Fuachaidsem fri frega fál · a rosc anglése comlán
 fuachimm chein fri fegi fis · mu rosc reil cesu imdis.
 Faelidsem cu ndene dul · hinglen luch inna gerchrub
 hi tucu cheist ndoraid ndil · os me chene am faelid.
 Cia beimmi amin nach ré, · ni derban cách a chele
 maith la cechtar nár a dán, · subaigthius a óenurán.
 He fesin as choimsid dáu · in muid dungní cach oenláu
 du thabairt doraid du glé · for mu mud cein am messe.”
Deutsche Übersetzung:
„Ich und dieser weiße Kater haben jeder seine Kunst:

Ist auf Jagd sein Sinn gerichtet, steht mein Sinn nach meinem Sport.

Mehr als Ruhm lieb ich die Ruhe in dem tiefgelehrten Buch;

Nicht missgönnt’s der weiße Kater, liebt er selbst doch Jugendsport.

Wenn wir zwei im Hause weilen (voll von Kurzweil ist die Mär),

Haben wir woran wir üben unsern Scharfsinn – endlos Spiel.

Manchmal hängt durch kühn Beginnen eine Maus ihm in dem Netz,

Während mir ins Netz gefallen dunklen Sinns ein schwerer Spruch.

Auf die Mauerfugen richtet er sein Auge funkelnd, voll;

Und mein helles Auge richt’ ich auf Finessen, wenn’s auch schwach.

Hängt die Maus in scharfer Kralle ihm, ist hastig froh sein Sprung;

Eine schwier’ge eigne Frage fass’ ich und bin gleichfalls froh.

Obzwar also immer, sind wir doch einander nicht zur Last;

Seine Kunst liebt unser jeder und vergnügt sich so allein.

Er ist Meister seiner Weise, wie er sie tagtäglich treibt;

Schwierigkeiten aufzuklären, dies Geschäft betreibe ich.“

### Kommentar
Hintergrund des Gedichts ist die Überordnung des vernunftbegabten Menschen über die Tierwelt, wie sie für den Mönch durch die christliche Theologie vorgegeben war (Dominium terrae). Eine humoristische Überhöhung des Katers und Understatement des Gelehrten lassen diese in ungewohntem Licht erscheinen. Der Kater wird durch seinen Namen (Pangur bedeutet walisisch „Walker“) als Arbeiter gekennzeichnet. Ein „weißer Walker“ wäre jemand, der sich mit der Walkererde eingestaubt hat. Pangurs Tätigkeit wird mit dem Attribut des Netzes ausgedrückt, das ihn metaphorisch als Gladiator (Retiarius) oder Jäger charakterisiert. Die Bedeutung der auf Mäuseverstecke bzw. ins Buch gerichteten Augen und die Fähigkeit zur Konzentration sind Pangur und dem lyrischen Ich gemeinsam; beide genießen ihr Tun.

### Rezeption

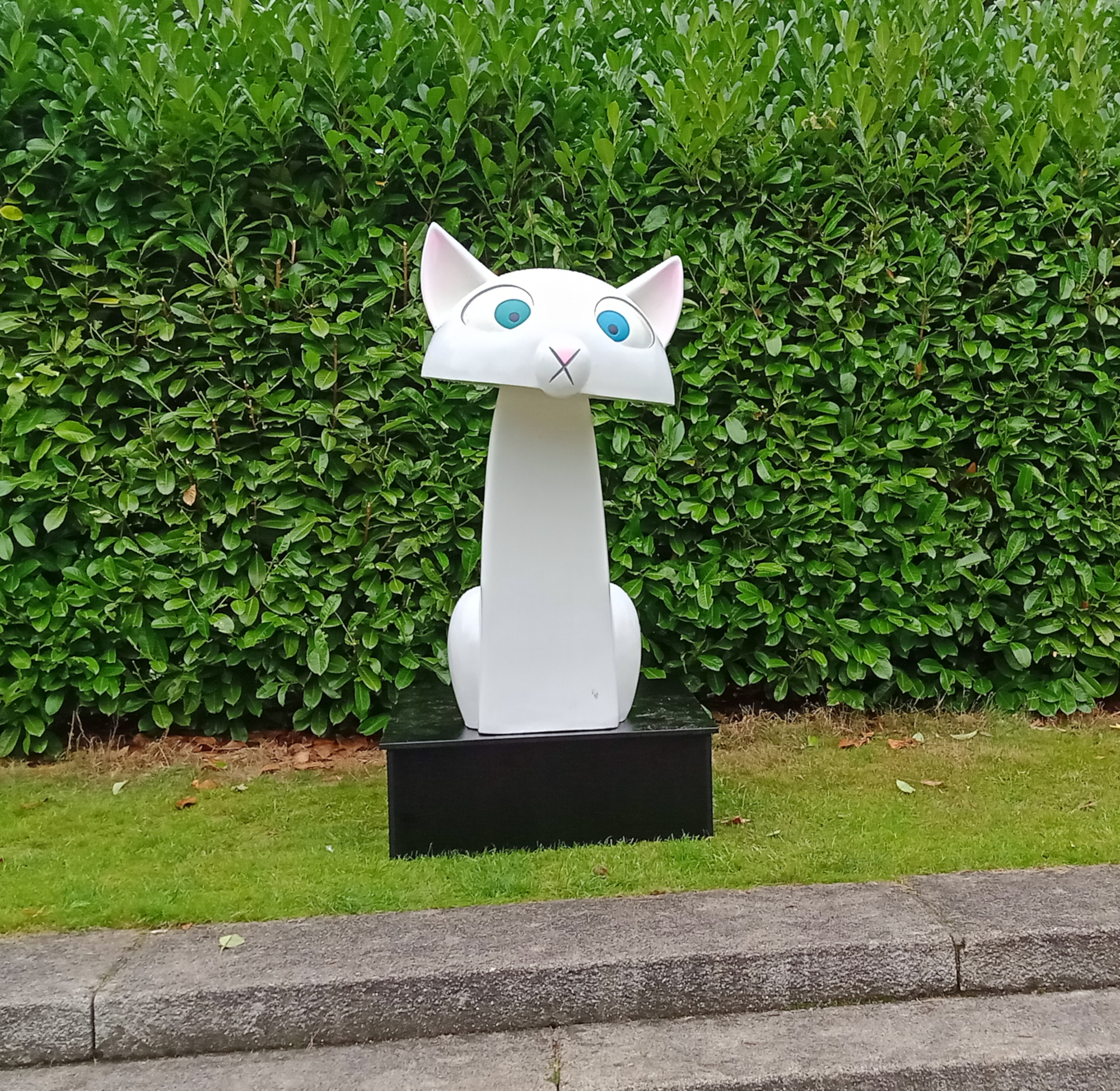
Pangur Bán, Kilkenny Cat Walk (2021/22)

Das Gedicht ist ein seltenes Beispiel für die Beziehung des Menschen zu einem Haustier im Frühmittelalter. Es wurde im 20. Jahrhundert mehrfach in moderne Sprachen übersetzt, oft mit inhaltlichen Änderungen, so dass sich eher die zeitgenössische Katzenhaltung darin spiegelt. Bei Seamus Heaney beispielsweise lautet der achte Doppelvers so:
“Day and night, soft purr, soft pad,
 Pangur Bán has learned his trade.
 Day and night, my own hard work
 Solves the cruxes, makes a mark.
 (Tag und Nacht: Sanftes Schnurren, sanfter Tritt,
 Pangur Bán versteht sein Geschäft.
 Tag und Nacht: Meine eigne harte Arbeit
 löst schwere Probleme, ist unverwechselbar.)”
Von sanftem Schnurren und sanften Pfoten steht im Original nichts. Paul Muldoons Nachdichtung, Myself and Pangur, findet sich in seinem Gedichtband Hay (1998). In diesem Band gibt es auch eine Gruppe von neunzig Hopewell Haiku, die sich auf verschiedene Weise dem Thema Vergänglichkeit nähern; in drei Haiku kommt Pangur Bán vor, eine streunende Katze, die vom lyrischen Ich aufgenommen wird, bei ihm lebt und stirbt.
Der Mönch und sein Kater Pangur Bán („weißer Pangur“) wurden zu einem Teil der irischen Alltagskultur. Dazu gehört die Legende, das Gedicht vom Kater Pangur sei am Rand eines wertvollen Codex notiert worden.
Im Animationsfilm Das Geheimnis von Kells (2009) ist der Kater Pangur Bán Begleiter des reisenden Buchmaler-Mönchs Aidan.
2022 wurde Pangurban egiae erstmals beschrieben, eine Gattung der ausgestorbenen Familie Nimravidae, die zu den katzenartigen Raubtieren gehörten.

## Präsentation des Reichenauer Schulhefts
Als seltenes Exponat, das den Unterricht in einem frühmittelalterlichen Kloster veranschaulichen kann, wurde das Reichenauer Schulheft wiederholt bei großen Ausstellungen gezeigt, so in der Europaausstellung 2009 Macht des Wortes und 2013 in der Ausstellung CREDO – Christianisierung Europas im Mittelalter (Erzbistum Paderborn und Landschaftsverband Westfalen-Lippe). Daher erregte es Aufsehen, als das Stift St. Paul im Lavanttal 2010 eine Ausfuhrgenehmigung für mehrere mittelalterliche Manuskripte, darunter das Schulheft, beantragte. Die Stücke sollten in London versteigert werden. Das Kärntner Denkmalamt verhängte ein Ausfuhrverbot.